# 鮫島巧
TAKUMI SAMEJIMA、鮫島 巧、TAKUMI（さめじま たくみ、1981年3月21日 - ）は、東京都出身のプロデューサー、ギタリスト、作曲家、編曲家。
父はミュージシャンの鮫島秀樹（元HOUND DOG、ツイスト）。妹は女優の岡田れえな。

## 略歴
- 1997年：フジテレビ「ポンキッキーズ」のプロデューサー小畑芳和から声をかけられ、ともさかりえ・金子ノブアキと共にGonna be funを結成。ギタリストとしてデビュー。音楽活動と並行しタレント・俳優活動も2000年頃まで行っていた。
- 2002年：ロックバンドSTARS（山崎裕太、KenKen、川野直輝）のギタリストとして活動。
- 2007年：avexの作編曲家としても活動を始め数々の楽曲提供やプロデュースを手がける。
- GACKT、SUGIZO、T.M.Revolution、MIYAVI、土屋アンナ、TRF、access、中川晃教、Honey L Daysなどのアーティストのギターサポートやレコーディング等にも参加。
- 2011年：GACKT率いる「YELLOW FRIED CHICKENz」のメンバーとして活動。ヨーロッパツアーなど回る。
- 2013年 からGACKTのプロデューサー兼、事務所社長を務めた。
- 2017年 趣味のテキサスホールデムポーカーで、フィリピン・マニラで行われたポーカーのアジア大会「Asian Poker Tour Kickoff 2017」のメインイベントにて優勝。
- 2020年 よりニコニコ動画にて公式チャンネル「タクミのトリセツ」をスタート。(2023年終了)
- 2023年 24emotions、イキノコRe:をプロデュース。
- 2024年 ツイキャス配信チャンネル「タクミのトリセ２」を開始。

## BAND
- YELLOW FRIED CHICKENz（2011年-2012年）

GACKT(Vo)、JON(Vo)、YOU(Gt)、CHACHAMARU(Gt)、TAKUMI(Gt)、u:zo(Ba)、真矢(Dr./LUNA SEA)
- STARS（2002年-2004年）

U-TA☆ROCK(山崎裕太)(Vo/俳優)、T-FUNK(鮫島巧)(Gt)、KenKen(Ba/RIZE)、NAOKINDAM(川野直輝)(Dr/俳優)
2002年結成。2003年 亀田誠治プロデュースでBMG JAPANからデビュー。
- Gonna Be Fun（1997年-1998年）

ともさかりえ(Vo/現在・女優)、鮫島巧(Gt)、金子ノブアキ(Dr/現在RIZE・俳優)
1997年11月1日、東芝EMIからデビュー

## MUSIC
- 2024年12月：イキノコRe:/EP『Re:』（プロデュース・共作詞曲）
- 2024年11月：24emotions/2nd Album『24/7』（プロデュース・共作詞曲）
- 2024年7月：GACKT/イベント『-大魔王生誕祭2024-』（ギター）
- 2024年4月：イキノコRe:/1st Album『イキノコRe: Season1』（プロデュース・共作詞曲）
- 2023年10月：24emotions/5th Single『dig it,dig it』（プロデュース・共作詞曲）
- 2023年9月：24emotions/4th Single『Embrace』（プロデュース・共作詞曲）
- 2023年7月：GACKT/イベント『GACKT ANNIVERSARY-大魔王生誕祭2023-』（ギター）
- 2023年6月：24emotions/1st Album『Time 2 Shine 4 Us』（プロデュース・共作詞曲）
- 2023年6月：24emotions/3rd Single『Miracle Mirror』（プロデュース・共作詞曲）
- 2023年6月：GACKT/『GACKTシアターライブ』（出演）
- 2023年5月：24emotions/2nd Single『ふぁびゅらす』（プロデュース・共作詞曲）
- 2023年3月：24emotions/1st Single『24emotions』（プロデュース・共作詞曲）
- 2021年11月：GACKT/DVD『GACKT LAST SONGS 2021 feat. K』（Coプロデュース）
- 2021年07月：GACKT/ライブツアー『GACKT LAST SONGS 2021 feat. K』（Coプロデュース）
- 2020年12月： GACKT/ブシロード「ROAD59 -新時代任侠特区-」主題歌『exterminate』（サウンドプロデュース・ギター・ベース・ドラム・アレンジ）
- 2020年07月：GACKT/DVD『GACKT 20th ANNIVERSARY LIVE TOUR 2020 KHAOS LIVE』（サウンドプロデュース・ギター・アレンジ）
- 2020年01月：GACKT/ライブツアー『GACKT 20th ANNIVERSARY LIVE TOUR 2020 KHAOS LIVE』（サウンドプロデュース・ギター・アレンジ）
- 2019年10月：GACKT/ライブツアー『BALUE HEARTS ライブツアー』（ドラム）
- 2019年10月：GACKT/ライブツアー『第95期 神威♂楽園 de トビナ祭』（ギター・ドラム）
- 2019年03月：GACKT/ライブ『香港アジア・ポップミュージックフェスティバル 2019』（ギター）
- 2018年10月：GACKT/ライブツアー『BALUE HEARTS ライブツアー』（ドラム）
- 2018年10月：GACKT/ライブツアー『第94期 神威♂楽園 de オタチナ祭』（ギター・ドラム）
- 2018年10月：GACKT/特典SG『Vanilla Ø -Zero-』（サウンドプロデュース・ギター・ベース・アレンジ）
- 2018年06月：アプリ/『POKER X POKER』 (作曲)
- 2018年05月：AbemaTV/GACKTプロデュース！POKER X POKER』 (作曲)
- 2018年05月：GACKT/DVD 第93期 神威♂楽園 de ヒラキナ祭 (ギター・サウンドプロデュース)
- 2017年07月：GACKT/『DREAMS COME TRUEトリビュートAL ドリウタVol.1』M10・すき（アレンジ）
- 2017年06月：GACKT/ライブツアー『BALUE HEARTS ライブツアー』（ドラム）
- 2017年06月：GACKT/ライブツアー『第93期 神威♂楽園 de ヒラキナ祭』（ギター・ドラム）
- 2017年03月：GACKT/SG『罪の継承 ~ORIGINAL SIN~』 （サウンドプロデュース・ギター・ベース・ドラム・アレンジ）
- 2017年01月：GACKT/浜崎あゆみカバー曲『SEASONS』（サウンドプロデュース・ギター・ベース・ドラム・アレンジ）
- 2016年04月： GACKT/アルバム『LAST MOON』（サウンドプロデュース）
  - M1・ARROW（ギター・ベース・アレンジ）
  - M2・花も散ゆ（ギター・プログラミング）
  - M4・RIDE OR DIE（ギター・ベース・アレンジ）
  - M5・暁月夜 -DAY BREAKERS-（ギター・ベース）
  - M7・傀儡が如く（ギター・ベース・ドラム・アレンジ）
  - M8・ONE MORE KISS（ギター）
  - M9・舞哈BABY!! -WooHa-（ギター・ベース・ドラム・アレンジ）
  - M10・恋のFRIDAY!!!（ギター・ベース・ドラム・アレンジ）
  - M11・キミだけのボクでいるから（ギター・ベース・ドラム・アレンジ）
  - M12・P.S. I LOVE U（ギター・ベース・アレンジ）
- 2016年04月：GACKT/アルバム『LAST MOON(会場限定版)』（サウンドプロデュース）
- 2016年03月：GACKT/ライブツアー『LAST VISUALIVE 2016』（音楽監督）
- 2015年12月：TRF/AL『#globe20th -SPECIAL COVER BEST-』（ギター・アレンジ）
- 2015年11月：GACKT/ライブサポート『夜想会XIV 〜月と闇〜 in ROME』（パーカッション）
- 2015年11月：アプリゲーム/『戦国修羅SOUL OPENING THEME』（ギター・アレンジ）
- 2015年11月：GACKT/ライブツアー『第92期 神威♂楽園 de ダシテクダ祭』（ギター・ドラム）
- 2015年10月：GACKT/SG『ARROW』（サウンドプロデュース・ギター・ベース・アレンジ）
- 2015年07月：GACKT/AL『GACKTRACKS  -ULTRA DJ ReMIX-』(サウンドプロデュース)
- 2015年05月：GACKT/DVD 第91期 神威♂楽園 de マトメナ祭 (ギター・サウンドプロデュース)
- 2015年05月：GACKT/DVD GACKT × 東京フィルハーモニー交響楽団 第二回 (サウンドプロデュース)
- 2015年04月：access/シングル「IZASUSUME!」M1・IZASUSUME!（ギター）
- 2015年01月：舞台/「義経 熱血学園物語 第二章」（音楽監督）
- 2014年12月：GACKT/LIVE『GACKT X 東京フィルハーモニー交響楽団』(サウンドプロデュース)
- 2014年11月：GACKT/ライブツアー『第91期 神威♂楽園 de マトメナ祭』（ギター・他）
- 2014年10月：MOONSAGA 義経秘伝サウンドトラック/AL (作曲・アレンジ)
- 2014年10月：GACKT/SG『暁月夜 -DAY BREAKERS-』(サウンドプロデュース)
- 2014年08月：舞台/「MOON SAGA -義経秘伝- 第二章」（音楽監督）
- 2014年02月：GACKT/シングル『P.S. I LOVE U』（サウンドプロデュース・ギター・アレンジ）
- 2014年02月：T.M.Revolution/シングル『Count ZERO』M1・Count ZERO（ギター）
- 2013年11月：GACKT/ライブツアー『第90期 神威♂楽園 de セメナ祭』（ギター）
- 2013年07月：GACKT/アルバム『BEST OF THE BEST vol.I WILD』M5・CLAYMORE（ギター・ベース・アレンジ）
- 2013年07月：GACKT/アルバム『BEST OF THE BEST vol.I MILD』M1・WHITE LOVERS -幸せなトキ-（ギター・アレンジ）
- 2012年12月：YELLOW FRIED CHICKENz/DVD「とりあえず解散ッス。すんませんッス。」（ギター）
- 2012年12月：GACKT/シングル『WHITE LOVERS -幸せなトキ-』（ギター・アレンジ）
- 2012年11月：GACKT/ライブツアー『第89期 神威♂楽園 de ダシナ祭』（ギター・ベース）
- 2012年10月：SUGIZO/DVD「STAIRWAY to The FLOWER OF LIFE」（ギター）
- 2012年09月：SUGIZO/ライブ『SUGIZO GIG 2012』（ギター）
- 2012年07月：舞台/「MOON SAGA -義経秘伝-」（音楽監督・作曲）
- 2012年07月：YELLOW FRIED CHICKENz/ライブ「煌☆雄兎狐塾〜破秘婆酒で解散祭〜」at 日本武道館（ギター）
- 2012年04月：YELLOW FRIED CHICKENz/DVD『WORLD TOUR "SHOW UR SOUL l"』（ギター・作曲・アレンジ）
- 2012年03月：YELLOW FRIED CHICKENz/アルバム『YELLOW FRIED CHICKENz l』
  - M2.最終通告COUNTDOWN [.jp] （作曲・アレンジ・ギター）
  - M3.恋愛DRIVER 〜Fooさんの歌〜 [.jp] （作曲・アレンジ・ギター）
  - M4.LAST KISS [.jp] （作曲・アレンジ・ギター）
  - M5.YOU ARE THE REASON [.eu] （作曲・アレンジ・ギター）
  - M7.妄想GIRL [.jp] （作曲・アレンジ・ギター）
  - M8.THE END OF THE DAY [.jp] （作曲・アレンジ・ギター）
  - M10.ALL MY LOVE [.jp] （作曲・アレンジ・ギター）
- 2011年12月：YELLOW FRIED CHICKENz/シングル『ALL MY LOVE/YOU ARE THE REASON』（ギター・作曲・アレンジ）
- 2011年12月：SUGIZO/ライブ『STAIRWAY to The FLOWER OF LIFE』（ギター）
- 2011年09月：YELLOW FRIED CHICKENz/WORLD TOUR「SHOW UR SOUL.1」JAPAN TOUR （ギター）
- 2011年09月：YELLOW FRIED CHICKENz/1st シングル『THE END OF THE DAY』（ギター・作曲・アレンジ）
- 2011年09月：浮雲亭物語/ドラマCD『浮雲亭物語』（作曲）
- 2011年07月：YELLOW FRIED CHICKENz/WORLD TOUR「SHOW UR SOUL.1」EU TOUR 【9カ国14公演・動員約2万人】
- 2011年07月：GACKT/シングル『Episode.0』（ギター）
- 2011年05月：舞台/「タンブリング vol,2」（音楽監督・作曲・アレンジ）
- 2011年05月：ココア男。/シングル『Soldier/NO you! NO life! NO...xx? feat.Me』M1・Soldier／M2・NO you!...feat.Me（楽曲提供）
- 2011年05月：STARS/ライブ『MUSIC BLOOD』（ギター）
- 2011年04月：中川晃教/ライブサポート『Blue Note & Billboard Live』（バンドマスター・ギター・アレンジ）
- 2011年03月：Paul Reed Smith/ライブ『EXPERIENCE PRS in JAPAN』（ギター）
- 2011年02月：中川晃教/ライブサポート『LIVE IN COTTON CLUB』（バンドマスター・ギター・アレンジ）
- 2011年02月：Jasper Huang/2010台北国際花博覧会『花新時尚秀』（台湾）（アレンジ）
- 2010年12月：T.M.Revolution/シングル『Save The One, Save The All』M1・Save The One, Save The ALL（ギター）
- 2010年12月：ココア男。/アルバム『RICHCOCOA』M1・Rebirth（楽曲提供）
- 2010年10月：中川晃教/ライブサポート『音楽が消えることのないDANCE FLOOR』（バンドマスター・ギター・アレンジ）
- 2010年09月：舞台/「タンブリング」（音楽監督・作曲・アレンジ）
- 2010年07月：舞台/「華鬼」（音楽監督・作曲・アレンジ）
- 2010年06月：HONEY L DAYS/ライブツアーサポート「LOOP2010」（ギター）
- 2010年05月：中川晃教/ライブサポート『音楽が消えることのないDANCE FLOOR』（バンドマスター・ギター・アレンジ）
- 2010年04月：SUGIZO COSMIC DANCE QUARTET/ライブ（ギター）
- 2010年03月：雅-MIYAVI-/DVD『NEO TOKYO SAMURAI BLACK WORLD TOUR VOL.1』（バンドマスター・ギター）
- 2010年01月：Mizuno/WEB CM Golf-wear 2010 Autumn & Winter Collection（作曲・アレンジ）
- 2009年12月：SUGIZO/ライブサポート『NEXT PHASE OF COSMIC DANCE』（ギター）
- 2009年11月：中川晃教/ライブサポート『プラグレスコンサート2009』（ギター）
- 2009年09月：雅-miyavi-/ワールドツアー『WORLD TOUR 2009』（バンドマスター・ギター・アレンジ）【18カ国27公演】
- 2009年08月：土屋アンナ/ライブサポート（ギター）
- 2009年07月：Mizuno/WEB CM Golf-wear Men's Summer Collection 2009（作曲・アレンジ）
- 2009年06月：LIV/ライブ『LIV LIVE 2009』（バンドマスター・ギター）
- 2009年06月：黒木メイサ主演舞台『女信長』（アレンジ）
- 2009年06月：雅-MIYAVI-/『Superhero』（アレンジ）
- 2009年05月：HONEY L DAYS/シングル『ありがとう』M3・LOVE ME（ギター・アレンジ）
- 2009年05月：鳳山雅姫/ライブサポート（ギター）
- 2009年04月：AKB48/TeamK「逆上がり」公演CDM7・エンドロール（楽曲提供）
- 2009年04月：中川晃教/ライブサポート『THE LIFE IS CONTACT』（バンドマスター・ギター・アレンジ）
- 2009年04月：雅-MIYAVI-/ライブサポート『NEO TOKYO SAMURAI BLACK』（バンドマスター・ギター・アレンジ）
- 2009年03月：SUGIZO/DVD『RISE TO COSMIC DANCE』（ギター）
- 2009年02月：HONEY L DAYS/ライブツアーサポート（ギター）
- 2009年01月：Mizuno/WEB CM Golf-wear FALL&Winter Collection 2009（作曲・アレンジ）
- 2008年12月：SUGIZO/ライブサポート『RISE TO COSMIC DANCE』（ギター）
- 2008年11月：中川晃教/ライブサポート『SKIN TOUR』（バンドマスター・ギター・アレンジ）
- 2008年01月：加藤和樹/アルバム『in LOVE』M2・Wake up!（楽曲提供）
- 2008年01月：BLACK SHELTER/シングル『Awake/Nobody's Perfect』（プロデュース・作曲・ギター・アレンジ）
- 2007年09月：V.A./『RESPECT THE STONES VOL.2』M7・Sex drive（ギター・アレンジ）
- 2007年02月：EU・PHORIA/シングル『シングルベッド』M3・Valentine Jealousy（楽曲提供）
- 2006年06月：V6/シングル『グッデイ!!』M3・旅立ちの翼“ROCK ver”（ギター）
- 2004年04月：STARS/シングル『チェリーブラッサム』（作詞曲・アレンジ・ギター）
- 2004年01月：ブルースリートリビュートアルバム『BRUCE LEE “Walk On”』M7・ドラゴンへの道（アレンジ・ギター）
- 2003年11月：STARS/シングル『SUPER ROCK SHOW』（作詞曲・アレンジ・ギター）
- 2003年05月：STARS/アルバム『Let's make ★★★★!!』（作詞曲・アレンジ・ギター）
- 2003年03月：STARS/シングル『ORIGINAL/Greatful future』（作詞曲・アレンジ・ギター）
- 2000年05月：exchange/アルバム『exchange』（作詞曲・アレンジ・ギター）
- 1997年11月：gonna be fun/シングル『Birthday party』（ギター）

## TV(俳優)
2000年：NHK/ドラマ『FLY 航空学園グラフィティ』レギュラー
2000年：TBS/ドラマ『20歳の結婚』レギュラー
2000年：日本テレビ/ドラマ『伝説の教師』ゲスト
2000年：日本テレビ/ドラマ『新宿暴走救急隊』ゲスト
1999年：NHK/『YOU&ME ふたり』ゲスト
1999年：日本テレビ/ドラマ『サイコメトラーEIJI2』レギュラー
1999年：日本テレビ/ドラマ『甘い生活。』レギュラー
1999年：日本テレビ/ドラマ『卒業旅行』主演:藤原竜也 準主役
1997年 - 1999年：フジテレビ/『ポンキッキーズ』レギュラー

## POKER
2017年1月：Asian Poker Tour (APT) - Kickoff, Manila/Main Event (No Limit Hold'em)/優勝
インタビュー記事リンク

## CM
2015年：Paul Reed Smith Guitars（雑誌広告など）
2004年：Paul Reed Smith Guitars（雑誌広告など）
2003年：Paul Reed Smith Guitars（雑誌広告など）
2000年：MEN'S BIORE（TV CM）
2000年：ハウス麦茶（TV CM）
1998年：TOSHIBA 企業CM（TV CM）

## MAGAZINE
2013年：雑誌『SOUND DESIGINER』/毎月対談連載『TAKUMI's 匠ism TALK』
　　　　　 第0回『GACKT X TAKUMI』（表紙＆巻頭大特集）
 　　　　　第1回『DAITA(SIAM SHADE) X TAKUMI』
 　　　　　第2回『JUON(FUZZY CONTROL) X TAKUMI』
 　　　　　第3回『ミヤ (MUCC) X TAKUMI』
 　　　　　第4回『SHINPEI (BREAKERZ) X TAKUMI』
 　　　　　第5回『AIJI (LM.C) X TAKUMI』
 　　　　　第6回『SUGIZO (LUNA SEA,X JAPAN) X TAKUMI』
 　　　　　第7回『薫 (DIR EN GREY) X TAKUMI』
 　　　　　第8回『金子ノブアキ(RIZE) X TAKUMI』
 　　　　　第9回『Hiroto (Alice Nine) X TAKUMI』
 　　　　　第10回『麗 (the GazettE) X TAKUMI』
 　　　　　第11回『浅倉大介 (access) X TAKUMI』
 　　　　　第12回『HISASHI (GLAY) X TAKUMI』
 　　　　　第13回『桑原彰 (RADWIMPS) X TAKUMI』
 　　　　　第14回『IKUO X TAKUMI』
 　　　　　第15回『Toru (ONE OK ROCK) X TAKUMI』
 　　　　　第16回『柩 (NIGHTMARE) X TAKUMI』
 　　　　　第17回『ダルビッシュP X TAKUMI』
 　　　　　第18回『真矢 (LUNA SEA) X TAKUMI』
 　　　　　第19回『INORAN (LUNA SEA) X TAKUMI』
 　　　　　第20回『shinya (DIR EN GREY) X TAKUMI』
 　　　　　第21回『玲央 (lynch.) X TAKUMI』
 　　　　　第22回『千聖(PENICILLIN) X TAKUMI』
 　　　　　第23回『YOU (DEADEND) X TAKUMI』
 　　　　　第24回『圭 (baroque) X TAKUMI』
 　　　　　第25回『DJ KOO (TRF) X TAKUMI』
 　　　　　第26回『菊池一仁 X TAKUMI』
 　　　　　第27回『NAOTO (ORANGE RANGE) X TAKUMI』
 　　　　　第28回『KYOHEI (Honey L Days) X TAKUMI』
 　　　　　第29回『CHACHAMARU X TAKUMI』
 　　　　　第30回『YOU X TAKUMI』
 　　　　　最終回 『TAKUMI特集』(2016.3月号)
2013年：ニコニコチャンネル『GACKTブロマガ』/執筆・編集
2004年：dwango.jp 『Takumi's diary』 Web連載
2000年：nicola コラム連載執筆
1999年 - 2001年：Go!Go!Guitar!『タクミのWelcome guitar kids』対談連載
1999年：Edgeways コラム連載執筆

## ONLINE MEDIA / PRODUCE
2024年 ：ツイキャス/公式配信チャンネル『タクミのトリセ２』(出演・プロデュース)
2023年 ：イキノコRe:(アイドルプロデュース)
2023年 ：24emotions (アイドルプロデュース)
2020年 ：ニコニコ動画/公式チャンネル『タクミのトリセツ』(出演・プロデュース・2023年終了)
2020年 ：YouTube/GACKT公式チャンネル『がくちゃん』(出演・企画制作・共同プロデュース)
2019年：アプリ/『びぷちゃん』(プロデュース・企画制作)
2018年：AbemaTV/『GACKTプロデュース！POKER X POKER』(プロデュース・企画制作)
2018年：アプリ/『POKER X POKER』(プロデュース・企画制作)
2018年：FRESH/『GACKTの尺八で逝こう』(出演・企画制作)
2018年：ライブイベント/『GACKT LAST SONGS』(プロデュース・企画制作)
2017年：AbemaTV/『GACKT完全プロデュース！ヘッズアップポーカー”タイマン”』(プロデュース・企画制作)
2015年：ニコニコ動画/『OH!!MY!!GACKT!!』(出演・企画制作)
2015年：YouTube/ネスレpresents 『GACKTなゲーム!? 帰ってきたガメ先手ル!』(出演・企画制作・共同プロデュース)
2014年：YouTube/ネスレpresents 『GACKTなゲーム!? ガメ先手ル!』(出演・企画制作・共同プロデュース
2012年：ニコニコ動画/YELLOW FRIED CHICKENz/YELLOW FRIED CHICKENzの金曜ニコラジ（メインMC）
2002年：文化放送/dwango presents 『一樹・巧のヤオメロミックス』(ラジオ・MC出演)

## コラボ
2012年：3月：A&G/コラボ ピックトップシルバーアクセサリー『A&G ROCK STAR Collection 2012』

## 書籍・写真集
2013年：2月：パパラッチ鮫島/写真集「ガク盗撮 #誰も知らないGACKT #プライベート盗撮 #身内パパラッチ」（講談社）
2012年：12月：YELLOW FRIED CHICKENz/写真集「WORLD TOUR“SHOW UR SOUL.I”世壊傷結愛魂祭 JAPAN TOUR OFFICIAL PHOTO BOOK」